# Чарская, Лидия Алексеевна
Ли́дия Алексе́евна Ча́рская (настоящая фамилия Чурилова, при рождении Воронова; 19 (31) января 1875, Санкт-Петербург, Российская империя — 18 марта 1937, Ленинград, СССР) — русская детская писательница и актриса.

## Биография
Лидия Алексеевна Воронова родилась в Санкт-Петербурге 19 января 1875 года у прикомандированного к Николаевской Инженерной академии поручика лейб-гвардии егерского полка Алексея Александровича Воронова (род. 24 февраля 1850) и Антонины Дмитриевны Крахоткиной (род. 20 февраля 1851). Родители Лидии поженились за год до этого 18 января 1874 года. Крёстными родителями будущей писательницы стали её дед по отцовской линии генерал-майор Александр Алексеевич Воронов и тётя по материнской линии Ольга Дмитриевна Крахоткина. Дедом Лидии по материнской линии был петербургский купец Дмитрий Сергеевич Крахоткин (скончался ещё до её рождения). Отец Лидии изначально был военным инженером и к 1913 году дослужился до генерал-лейтенанта. В своей автобиографической повести «За что?» Лидия Чарская пишет, что её мать Антонина умерла в родах, и девочка воспитывалась сёстрами матери. Спустя месяц после того, как Лидии исполнилось 10 лет, в феврале 1885 года Алексей подал прошение, чтобы его дочь приняли на обучение в Павловский институт благородных девиц (ныне Гимназия № 209), куда Лидия поступила спустя год. 10 ноября 1885 года Алексей женился в Царском Селе на своей двоюродной сестре Анне Павловне Вороновой (род. в 1857 г.), дочери генерала от артиллерии Павла Алексеевича Воронова; от этого брака родилось ещё четверо детей: Павел (род. 29 декабря 1886), Александр (род. 18 сентября 1888), Анна (род. 11 августа 1891) и Наталья (род. 26 июня 1895).
В Павловском институте Лидия провела семь лет. На выпускных экзаменах она набрала 319 баллов и была на 26-м месте. Впечатления об институтской жизни стали материалом для её будущих книг. Она с 15-летнего возраста вела дневник, который частично сохранился и отрывки из которого были изданы как её первая книга «Записки институтки», а уже в десять лет она сочиняла стихи.
В августе 1897 года Лидия подала прошение о приёме на драматические курсы в Императорское Санкт-Петербургское Театральное училище. На третьем курсе, играя в экзаменационных спектаклях в Михайловском театре, впервые начала использовать фамилию-псевдоним Чарская (от «чары», «очарование»). В сентябре 1900 года была утверждена неклассным художником на действительной службе в Императорских театрах. Окончив курсы спустя год, она поступила в Александринский театр, в котором прослужила до 1924 года. С 7 июля 1921 года и вплоть до смерти Лидия жила на Разъезжей улице в доме № 7 в квартире № 11.

### Творчество
За работу в театре платили не слишком много, что в конечном итоге и подтолкнуло Лидию, очень нуждавшуюся в средствах, к писательскому делу: в 1901 году она начала писать повесть «Записки институтки», основанную на её школьных дневниках, которая публиковалась по частям в детском журнале «Задушевное слово» (почти все дальнейшие повести писательницы изначально по частям выходили в этом журнале) под её сценической фамилией Чарская (в дальнейшем, за редким исключением, во всех дореволюционных изданиях её книг её именем на обложках и титульных листах было «Л. А. Чарская» или просто «Л. Чарская»). «Записки институтки» принесли Чарской необычайный успех: она стала поистине «властительницей дум» российских детей, особенно — школьниц. Так, в 1911 году комиссия при Московском обществе распространения знаний докладывала на съезде по библиотечному делу, что, согласно проведённым опросам, дети среднего возраста читают в основном Гоголя (34 %), Пушкина (23 %), Чарскую (21 %), Твена (18 %), Тургенева (12 %).
Журнал «Русская школа» в девятом номере за тот же 1911 год сообщал: «В восьми женских гимназиях (I, II и IV классы) в сочинении, заданном учительницей на тему „Любимая книга“, девочки почти единогласно указали произведения Чарской. В анкете, сделанной в одной детской библиотеке, на вопрос, чем не нравится библиотека, было получено в ответ: „Нет книг Чарской“». По словам Фёдора Сологуба, «…популярность Крылова в России и Андерсена в Дании не достигла такой напряжённости и пылкости…» Повести Лидии Алексеевны переводились на иностранные языки. Была даже учреждена стипендия для гимназистов имени Лидии Чарской.
Чарская писала, что целью её творчества является нравственное воспитание:
- «Вызвать добрые чувства в юных читателях, поддерживать их интерес к окружающему, будить любовь к добру и правде, сострадание»
- «Этика души ребёнка — это целая наука, целая поэма и целое откровение. К ней надо подступать нежно, чуть слышно»
- «С самого раннего детства, как некогда древние эллины демонстрировали культ красоты тела человека, так мы должны воспитывать его душу, пробуждать в нём все гордое, человеческое, прекрасное, к чему он, как к солнцу, должен стремиться шаг за шагом, каждым фибром своего существа»[5].

В статье «Профанация стыда» Чарская выступала против применения телесных наказаний для детей.

Однако, несмотря на большую популярность у читателей, творчество Чарской не вызывала положительных откликов у дореволюционных критиков. И литературоведы, и педагоги укоряли писательницу за сумбурность, истеричность, надуманность, примитивность её произведений. Так писатель Корней Чуковский в опубликованной в сентябре 1912 года в газете «Речь» статье «Лидия Чарская» высказывался крайне негативно о её творчестве.
Что же это такое, обожаемая Лидия Алексеевна? Как это случилось, что вы превратились в машину? Долго ли вам ещё придётся фабриковать по готовым моделям всё те же ужасы, те же истерики, те же катастрофы и обмороки? Кто проклял вас таким страшным проклятием? Как, должно быть, вам самой опостылели эти истёртые слова, истрёпанные образы, застарелые, привычные эффекты, и с каким, должно быть, скрежетом зубовным, мучительно себя презирая, вы в тысячный раз выводите всё то же, всё то же, всё то же…

Но, к счастью, вы и до сих пор не догадались о вашем позоре, и, когда простодушные младенцы воспевают вас, как счастливую соперницу Пушкина, вы приемлете эти гимны как должное. Я тоже почитаю вас гением, гением пошлости. Превратить свою душу в машину, чувствовать и думать по инерции! Если какой-нибудь Дюркгейм захочет написать философский трактат «О пошлости», рекомендую ему сорок томов сочинений Лидии Чарской. Лучшего материала ему не найти. Здесь так полно и богато представлены все оттенки и переливы этого малоисследованного социального явления: банальность, вульгарность, тривиальность, безвкусицаwikt:безвкусица, фарисейство, ханжество, филистерство, косностьwikt:косность (огромная коллекция! великолепный музей!), что наука должна быть благодарна трудолюбивой писательнице.
Всего за 20 лет творчества из-под пера писательницы вышли 80 повестей, 20 сказок, 200 стихотворений. Большая часть её книг была выпущена издательствами «Товарищество М. О. Вольф» и «И. Кнебель». Тем не менее карьера писательницы не сделала Чарскую богатой — гонорары ей выплачивались только за самые первые издания, хотя книги её пользовались такой популярностью, что многократно переиздавались. Большинство книг были написаны в жанре приключенческой повести.

### Запрет
После Октябрьской революции Чарская, как и все другие писатели дворянского происхождения с «буржуазно-мещанскими взглядами» в творчестве, попала под запрет, а её книги были причислены к бульварной литературе. В 1918 году закрылся журнал «Задушевное слово», из-за чего последние две повести, «Мотылёк» и «Дети Рудиных», так и остались неоконченными; позднее она с огромным трудом опубликовала 5 маленьких книжек для детей (рассказ «Пров рыболов» в 1927 году, сказки «Девочка и белочка» и «Про ленивого мышонка, острого зубёнка» в 1925 году и стихи «Балаганчик» и «Мастер Пепка — делай крепко») под псевдонимом «Н. Иванова» (возможно, что это не совсем псевдоним: «Иванова» — её фамилия по третьему мужу, «Н» — возможно, сокращение имени героини одной из её книг Нины Джавахи). Какое-то время она работала в новообразовавшемся журнале «Новый Робинзон». Самуил Маршак, рассказывая о том, как подбирались кадры для работы в журнале, вспоминал:

Ещё живы были и даже не успели состариться многочисленные сотрудники прежних детских журналов — беллетристы во главе с весьма популярной поставщицей истерично-сентиментальных институтских повестей Лидией Чарской, и всякого рода ремесленники-компиляторы, занимавшиеся популяризацией науки и техники.

…

Помню, я как-то предложил мечтательно-печальной и, в сущности, простодушной Лидии Чарской, очень нуждавшейся в те времена в заработке, попытаться написать рассказ из более близкого нам быта. Но, прочитав её новый рассказ «Пров-рыболов», подписанный настоящей фамилией писательницы — «Л. Иванова», — я убедился, что и в этом новом рассказе «сквозит» прежняя Лидия Чарская, автор популярной когда-то «Княжны Джавахи».

— Маршак говорит, что я сквожу! — горестно и кокетливо говорила Лидия Алексеевна своим знакомым, уходя из редакции.

В 1924 году Чарская ушла из театра, жила на актёрскую пенсию, выхлопотанную, как ни странно, беспощадным к её творчеству Корнеем Чуковским. Чуковский с возмущением записал в своем дневнике: «Ей [Чарской] до сих пор не дают пайка. Это безобразие. Харитон получает, а она, автор 160 романов, не удостоилась».
В школах устраивались «показательные суды» над Чарской. В 1920 году была составлена «Инструкция политико-просветительского отдела Наркомпроса о пересмотре и изъятии устаревшей литературы из общественных библиотек», в списке которой упомянуты книги Чарской. В дальнейшем инструкция была пересмотрена и многие книги вновь были разрешены, но произведения Чарской так и остались под запретом. В школах самым обидным для девочки стало обвинение в том, что она похожа на институтку из книг Чарской. Тем не менее книги Чарской были по прежнему популярны, в том числе среди детей из рабоче-крестьянских семей.
В 1933 году Надежда Крупская выразила протест против запрета на книги Чарской:
Надо, чтобы была создана критическая литература для ребёнка, написанная самым простым языком, понятным для ребят. Тогда, если ребёнок увидит, что не учитель ему говорит: «Не смей читать Чарскую»,— а сам прочитает об этом и поймёт, что Чарская плоха, она потеряет для него интерес. Мы Чарскую слишком рекламируем тем, что запрещаем её. Держать её в библиотеке ни к чему, конечно, но надо, чтобы у самих ребят выработалось презрительное отношение к Чарской.
Аналогично в 1934 году критик Елена Данько заявила:
Неправильно было бы зачислить всех читателей Чарской в разряд закоренелых маленьких мещан и махнуть рукой: они-де читают то, что им подсунули «бабушки и тётушки». Таких ребят немного. Судя по анкетам, книги Чарской читают пионеры — дети рабочих, служащих, военнослужащих, научных работников (40 читателей-пионеров 40-й школы). Мы знаем, что школа и пионербаза успешно нейтрализуют влияние отсталой семьи на другие стороны жизни школьника. Дело, видно, не в «тётушках» … Школьница пишет заметки в стенгазету, организует соревнование в школе и пионеротряде, и она же простодушно вписывает в графу «самых интересных книг» своей анкеты — «жизнь В. И. Ленина» и… повести Чарской. (дев. 12 лет, рабоч.), «Детство» и «Макар Чудра» Максима Горького и «За что?», «На всю жизнь» Чарской (дев. 12 лет, рабоч.) Читатель перечисляет своих любимых авторов: Пушкин, Лермонтов, Гоголь и Чарская (свыше 30 анкет), М. Горький и Чарская (свыше 15 анкет), Демьян Бедный и Чарская (4 анкеты). Имя Чарской встречается в анкетах в сочетании с именами Серафимовича, Безыменского, Шолохова, Фурманова, Бианки, Ильина, Безбородова. Интерес к книгам Л. Чарской не мешает читателю интересоваться биографиями революционеров (15 анкет), историческими книгами, «красочно написанными» (как сказано в 2 анкетах) книгами по физике, химии и математике и книгами по технологии металлов. Читатель рекомендует приобрести в библиотеку «побольше классиков того времени и Этого времени и повести Чарской» (анк. дев. 15 лет, военнослуж., и ещё 16 анкет с аналогичными предложениями)…мне известен ряд случаев, когда передовая семья всеми силами противоборствовала увлечению ребёнка этими книгами, а он все же доставал и читал их, чётко формулируя свои запросы.
Самуил Маршак писал:
«Убить» Чарскую, несмотря на её мнимую хрупкость и воздушность, было не так-то легко. Ведь она и до сих пор продолжает, как это показала в своей статье писательница Елена Данько, жить в детской среде, хотя и на подпольном положении. Но революция нанесла ей сокрушительный удар. Одновременно с институтскими повестями исчезли с лица нашей земли и святочные рассказы, и слащавые стихи, приуроченные к праздникам".
Дети по-прежнему читали её книги, несмотря на то, что достать их было совсем не просто: очевидцы вспоминали, что соседские ребята приносили Чарской продукты и даже деньги, та взамен давала им почитать свои рукописи. Виктор Шкловский вспоминал: «Она искренне сочувствовала революции, жила очень бедно. Мальчики и девочки приходили к Чарской убирать её комнату и мыть пол: они жалели старую писательницу». По воспоминаниям современников, в послереволюционный период Чарская жила в крайней бедности. Например, писателем Владимиром Бахтиным были записаны воспоминания Нины Сиверкиной о её знакомстве с Чарской в 1920-е годы:
Жила Лидия Алексеевна в крохотной двухкомнатной квартирке по чёрному ходу, дверь с лестницы открывалась прямо в кухню. В этом доме Чарская жила давно, но прежде — на втором этаже, по парадной лестнице. Она очень бедствовала. В квартире ничего не было, стены пустые. Чарская давала детям читать свои произведения — но не книги, а рукописи. Книг никаких в квартире не сохранилось, в том числе и собственных. Была она очень худая, лицо просто серое. Одевалась по-старинному: длинное платье и длинное серое пальто, которое служило ей и зимой, и весной, и осенью. Выглядела и для тридцать шестого года необычно, люди на неё оглядывались. Человек из другого мира — так она воспринималась. Была религиозна, ходила в церковь, по-видимому, в Никольский собор. А по характеру — гордая. И вместе с тем — человек живой, с чувством юмора. И не хныкала, несмотря на отчаянное положение. Изредка ей удавалось подработать — в театре в качестве статистки, когда требовался такой типаж.
Поэтесса Елизавета Полонская сохранила в своём архиве письмо Чарской, написанное в 1920-е годы, в котором писательница рассказывает о своей тяжёлой ситуации:
…я третий месяц не плачу за квартиру…и боюсь последствий. Голодать я уже привыкла, но остаться без крова двум больным — мужу и мне — ужасно…

### Смерть
Во многих советских и российских источниках местом смерти Чарской указывается Сочинский район Адлер, где она якобы была похоронена на Православной улице, а на Смоленском кладбище в Санкт-Петербурге якобы находится только её кенотаф. Однако доктор филологических наук Евгения Путилова указывает, что Чарская как в силу своего социального положения, так и в силу своего здоровья физически не могла выехать из города и скончалась именно в Ленинграде в 1937 году, где и была похоронена двумя соседками на Смоленском кладбище. Заместитель Главы Сочи Анатолий Рыков в 2010 году заявил, что в могиле на Православной улице лежит полная тёзка Чарской, а никаких данных о её захоронении в Адлере в документах музея Адлерского района нет.

## Семья
3 ноября 1894 года Лидия Воронова вышла замуж за ротмистра лейб-гвардии 2-го Стрелкового батальона Бориса Павловича Чурилова (род. 9 июня 1868). Через два года, 15 декабря 1896 года, у них родился сын Георгий. К декабрю 1916 года Чурилов дослужился до подполковника Московского жандармского полицейского управления железных дорог. Согласно документам Курского Епархиального начальства от 28 августа 1901 года, 7 сентября того же года брак Бориса и Лидии признавался расторгнутым, а сама Лидия осуждена на «всегдашнее безбрачие» и епитимию сроком на семь лет, в то время как за Борисом оставалось право вступить во второй брак. Георгий остался с матерью. Позже умер в Харбине.
Сын: Георгий Борисович Чурилов; окончил в конце 1916 года Николаевское инженерное училище, с выпуском в офицеры в Моторно-понтонный батальон, в котором прослужил до прихода к власти большевиков. После революции служил на Дальнем Востоке в должностях: кладовщика, старшего рабочего, десятника, техника и технического конторщика. Скончался за четыре месяца до смерти матери 5 декабря 1936 года.
27 апреля 1914 года Лидия вышла замуж за Василия Ивановича Стабровского (род. 1891), который был моложе её на 17 лет — сына потомственного дворянина, санитарного врача. Дата и причина расторжения брака остались неизвестны.
15 мая 1920 года Лидия вышла замуж за красноармейца Алексея Никифоровича Иванова (род. в 1888 г.). После заключения брака оба взяли двойную фамилию Ивановы-Чарские. Алексей пережил Лидию на пять лет и скончался в январе 1942 года во время блокады.

## Отзывы и критика
Несмотря на то, что до Революции книги Чарской имели невероятную популярность среди детей и юношества, её литература уже тогда воспринималась скептически: её критиковали за однообразие сюжетов, языковые штампы, чрезмерную сентиментальность. Корней Чуковский отмечал, что многие персонажи Чарской обрисованы схематично, одни и те же ситуации кочуют из книги в книгу, а сентиментальные сцены нарочиты и неестественны. В 1905 году революционер и публицист Вацлав Воровский посвятил Чарской уничижительную статью «Цыпочка», в которой он утверждал, что рассказы этой писательницы «наивны и скучны», как «болтовня светской барышни». В 1912 году в газете «Речь» Корнеем Чуковским была опубликована язвительная статья о творчестве писательницы, где он иронизировал и над «безграмотным» языком её книг, и над примитивными сюжетами, и над излишне экзальтированными персонажами, которые часто падают в обморок, ужасаются каким-то событиям, падают перед кем-нибудь на колени, целуют кому-нибудь руки, и т. д. и т. п.:

Я увидел, что истерика у Чарской ежедневная, регулярная, «от трёх до семи с половиною». Не истерика, а скорее гимнастика. Она так набила руку на этих обмороках, корчах, конвульсиях, что изготовляет их целыми партиями (словно папиросы набивает); судорога — её ремесло, надрыв — её постоянная профессия, и один и тот же «ужас» она аккуратно фабрикует десятки и сотни раз…
— Корней Чуковский
В 1934 году на первом съезде Союза писателей СССР Чуковский снова выступил с резкой критикой творчества Чарской:

Чарская отравляла детей сифилисом милитаристических и казарменно-патриотических чувств.

Леонид Борисов в книге «Родители, наставники, поэты…» цитирует слова Марии Андреевой:

Не понимаю, как могли издавать сочинения Чарской, почему по крайней мере никто не редактировал её, не исправил фальшь и, порою — очень часто, — неграмотные выражения?

Там же приведена реплика известного театрального критика Кугеля: «…жантильное воспитание, полное пренебрежение к родному языку — вот вам и готов читатель мадам Чарской!». Чуковский, подводя итог, назвал её «гением пошлости». По мнению Виктора Шкловского, произведения Чарской были «пищей карликов», в то время как настоящая литература является «пищей богов». В рецензии на книгу Александры Коллонтай «Любовь пчёл трудовых» (1924) Шкловский пренебрежительно отозвался о её авторе: «Коллонтай — институтка, начитавшаяся Чарской … да и сама она „коммунистическая Чарская“…».
Однако многие выдающиеся писатели признавали некоторые достоинства творчества Чарской. Борис Пастернак говорил, что он старался писать «Доктора Живаго» «почти как Чарская», чтобы его книга читалась «взахлёб любым человеком», «даже портнихой, даже судомойкой». В 1910 году Марина Цветаева посвятила стихотворение «Памяти Нины Джаваха» одной из героинь Лидии Чарской (Вечерний альбом, 1910).
Писательница Ирина Лукьянова в своей книге о Чуковском высказывает мнение о том, что хотя критика Чуковского была отчасти справедливой, тем не менее в долгосрочной перспективе она привела скорее к негативному эффекту:
К сожалению, борьба Чуковского против пошлости привела к совсем неожиданному результату уже в советское время: вместе с опальной писательницей из детской литературы надолго ушла девичья дружба, задушевные разговоры, первые влюблённости, романтика, сентиментальность, драма, и воцарился боевитый и озорной дух. Советская детская литература была в основном «для мальчиков». Либо Сцилла, либо Харибда, либо озорство, либо сентиментальность, — как-то фатально наша литература не может вместить всего одновременно. И мягкость, и эмоциональность, и вообще внутренняя жизнь обычной, а не героической человеческой души стали дозволяться только в либеральные шестидесятые. Хотел ли Чуковский такого поворота событий? Едва ли. Уж он-то воевал не за то, чтобы из детской литературы ушло всякое движение души и остались только эрудиция и озорство. И не его вина, что для девочек по-прежнему пишут мало, а переиздают худшее. Что в нынешнем детском чтении обозначился заметный перекос в сторону весёлых фантазий и вредных советов..
В 1926 году Фёдор Сологуб объяснял причины неприятия произведений Чарской:

«Чарская имела большую дерзость сказать, что дети не нуждаются ни в воспитании, ни в исправлении от взрослых. Ещё большую дерзость — хотя, конечно, после Льва Толстого, и не новую, — учинила Чарская, показавши, как и сами взрослые воспитываются и исправляются детьми». И если дети всё это восприняли по наивности своей не как дерзости, а как высокую художественную и житейскую правду, то «этих двух дерзостей педагоги и родители не могли и не могут простить Чарской».
Критика совершенно не поняла её, увидев в ней только восторженность и не угадав смысла, <…> легкомысленно осудила одно из лучших явлений русской литературы. Популярность была вполне заслужена Чарскою <…>, энергичен и твёрд её стиль. <…> Понятно недоброжелательное отношение русской критики к Лидии Чарской. Уж слишком не подходила она к унылому ноющему тону русской интеллигентской литературы. Чеховские настроения, упадочные фантазии, декадентские и футуристические странности, болезненные уклоны, свойственные дореволюционной буржуазии и интеллигенции, — от всего этого было далеко жизнерадостное, энергичное творчество Чарской. Русская художественная литература на все лады тянула одну и ту же волынку: «Мы с тараканами», а Чарская уверенно говорила подросткам: «А мы хотим великих дел, подвигов, опасностей, катастроф во имя высшей социальной справедливости».
Леонид Пантелеев отзывается о её книгах:
Среди многих умолчаний, которые лежат на моей совести, должен назвать Лидию Чарскую, моё горячее детское увлечение этой писательницей. В повести [«Лёнька Пантелеев»] Лёнька читает Диккенса, Твена, Тургенева, Достоевского, Писемского, Леонида Андреева… Всех этих авторов читал в этом возрасте и я. Но несколько раньше познакомился я с Андерсеном и был околдован его сказками. А год-два спустя ворвалась в мою жизнь Чарская. Сладкое упоение, с каким я читал и перечитывал её книги, отголосок этого упоения до сих пор живёт во мне — где-то там, где таятся у нас самые сокровенные воспоминания детства, самые дурманящие запахи, самые жуткие шорохи, самые счастливые сны. Прошло не так уж много лет, меньше десяти, пожалуй, и вдруг я узнаю, что Чарская — это очень плохо, что это нечто непристойное, эталон пошлости, безвкусицы, дурного тона. Поверить всему этому было нелегко, но вокруг так настойчиво и беспощадно бранили автора «Княжны Джавахи», так часто слышались грозные слова о борьбе с традициями Чарской — и произносил эти слова не кто-нибудь, а мои уважаемые учителя и наставники Маршак и Чуковский, что в один несчастный день я, будучи уже автором двух или трёх книг для детей, раздобыл через знакомых школьниц роман Л. Чарской и сел его перечитывать. Можно ли назвать разочарованием то, что со мной случилось? Нет, это слово здесь неуместно. Я просто не узнал Чарскую, не поверил, что это она, — так разительно несхоже было то, что я теперь читал, с теми шорохами и сладкими снами, которые сохранила моя память, с тем особым миром, который называется Чарская, который и сегодня ещё трепетно живёт во мне. Это не просто громкие слова, это истинная правда. Та Чарская очень много для меня значит. Достаточно сказать, что Кавказ, например, его романтику, его небо и горы, его гортанные голоса, всю прелесть его я узнал и полюбил именно по Чарской, задолго до того, как он открылся мне в стихах Пушкина и Лермонтова. И вот я читаю эти ужасные, неуклюжие и тяжёлые слова, эти оскорбительно не по-русски сколоченные фразы и недоумеваю: неужели таким же языком написаны и «Княжна Джаваха», и «Мой первый товарищ», и «Газават», и «Щелчок» и «Вторая Нина»?.. Убеждаться в этом я не захотел, перечитывать другие романы Л. Чарской не стал. Так и живут со мной и во мне две Чарские: одна та, которую я читал и любил до 1917 года, и другая — о которую вдруг так неприятно споткнулся где-то в начале тридцатых. Может быть, мне стоило сделать попытку понять: в чём же дело? Но, откровенно говоря, не хочется проделывать эту операцию на собственном сердце. Пусть уж кто-нибудь другой попробует разобраться в этом феномене. А я свидетельствую: любил, люблю, благодарен за всё, что она мне дала как человеку и, следовательно, как писателю тоже (из статьи «Как я стал детским писателем»).
Прежде критиковавший Чарскую Виктор Шкловский в 1960-е годы признал:
Сама Лидия Чарская была женщина талантливая: без таланта нельзя овладеть интересами целых поколений («Старое и новое», 1966).
Вера Панова довольно высоко оценивала творчество Чарской:
Книги были сентиментальны и невысокого вкуса, но писательница обладала фантазией и не скупилась на приключения для своих героев и особенно — героинь. Чего-чего не случалось с ними: они и из дому убегали, и на конях скакали, становились и укротительницами диких зверей («Сибирочка»), и сёстрами милосердия в холерном бараке («Сестра Марина»), и актрисами, и чуть ли не монахинями («Лесовичка»). Под конец они либо трогательно умирали («Огонёк»), либо выходили замуж («Сестра Марина»), либо, чаще всего, благополучно находили своих родителей, от которых были отторгнуты («Сибирочка», «Лесовичка»)… Теперь мы бы посмеялись над всеми этими чувствительными выдумками, но тогда Чарская имела головокружительный успех, и теперь, поняв, как это трудно — добиться успеха, я вовсе не нахожу, что её успех был незаслуженным. Она выдумывала смело, щедро. Она ставила своих героев в самые невероятные положения, забрасывала в самые неимоверные места, но она хорошо знала все эти места — и закулисную жизнь цирка, и холерный барак, и швейную мастерскую, и монастырскую школу. Знала и обыденную жизнь с её нуждой и лишениями. Особенно хорошо знала институтскую жизнь и театральную сцену (так как сама училась в институте, если не ошибаюсь — в Смольном, а потом была актрисой). И хотя её забыли очень быстро — не будем смотреть на неё с высоты наших сегодняшних представлений, воздадим должное писательнице, покорившей в свой час столько сердец, обладавшей воображением и неутомимостью, на протяжении многих лет выдававшей ежегодно по две новые повести. В год выходило 52 номера «Задушевного слова» для старшего возраста и 52 номера для младшего, и в каждом номере стояло имя Л. Чарской — не так уж часто такое бывает, и это надо уважать, особенно нам, профессионалам, часто ленящимся, часто пугающимся собственного воображения, боящимся обвинения в дурном вкусе, в сочинительстве (как будто мы не сочинители — а кто же мы тогда? писцы? стенографы? фотографы?).
Говоря о Чарской и других современных ей писательницах, В. Панова признаётся:
Пусть их искусство было не очень высоко, а высоко ли наше? Умеем ли мы хотя бы заставить читателя с интересом дочитать нашу книгу до последней строки? А они знали, как это делается.
По словам Бориса Васильева:

Если Григорий Петрович Данилевский впервые представил мне историю не как перечень дат, а как цепь деяний давно почивших людей, то другой русский писатель сумел превратить этих мертвецов в живых, понятных и близких мне моих соотечественников. Имя этого писателя некогда знали дети всей читающей России, а ныне оно прочно забыто, и если когда и поминается, то непременно с оттенком насмешливого пренебрежения. Я говорю о Лидии Алексеевне Чарской, чьи исторические повести — при всей их наивности! — не только излагали популярно русскую историю, но и учили восторгаться ею. А восторг перед историей родной страны есть эмоциональное выражение любви к ней. И первые уроки этой любви я получил из «Грозной дружины», «Дикаря», «Княжны Джавахи» и других повестей детской писательницы Лидии Чарской.

Юлия Друнина вспоминает, что в детстве произведения Чарской произвели на неё «оглушительное впечатление»:

Уже взрослой я прочитала о ней очень остроумную и ядовитую статью К. Чуковского. Вроде и возразить что-либо Корнею Ивановичу трудно. Вот хотя бы почему это девицы у писательницы на каждом шагу хлопаются в обморок? Попробуйте, мол, сами — не удастся! Действительно!.. Хотя в обморок дамы падают не только у Чарской, но и у Толстого, Тургенева, Пушкина. Я и сама задумывалась, как это удавалось нашему брату в прошлом веке…

Понимаю, что главное в статье Чуковского конечно же не обмороки. Главное — обвинение в сентиментальности, экзальтированности, слащавости. И должно быть, все эти упреки справедливы. И всё-таки дважды два не всегда четыре. Есть, по-видимому, в Чарской, в её восторженных юных героинях, нечто такое — светлое, благородное, чистое, — что трогает в неискушённых душах девочек (именно девочек) самые лучшие струны, что воспитывает в них (именно воспитывает!) самые высокие понятия о дружбе, верности и чести. Я ничуть не удивилась, когда узнала, что Марина Цветаева «переболела» в детстве Чарской. И как это ни парадоксально, в сорок первом в военкомат меня привёл не только Павел Корчагин, но и княжна Джаваха — героиня Лидии Чарской…

Евгения Гинзбург также высоко ценила творчество Чарской:
И что это за гонения на Чарскую? Страшнее Чарской зверя нет! Сентиментально, видите ли. Так ведь для детей писала. Сначала надо к сердцу детскому обращаться, а потом к уму. Когда ещё ум разобраться сможет, а сердце уже сострадать научено. Больше всего боялись сострадания и жалости. Заметьте, сознательно безжалостность воспитывали.
Публицист Юрий Безелянский тоже считает, что запрет на книги Чарской в советскую эпоху был связан именно с тем, что эти книги воспитывали в детях гуманное отношение к людям, несовместимое с новой идеологией:
Книги Чарской затрагивали самые чувствительные струны в восприятии юных читательниц, заставляя их сопереживать и сострадать героям книг, подражать их искренности, доброте, вместе с ними мечтать, любить и верить, что добро обязательно победит зло. Чарская писала добрые книги и в этом был корень их популярности. Октябрьская революция поставила крест на доброте. Книги Чарской были признаны социально вредными.
Эту точку зрения разделяет и писатель Роман Сеф. В предисловии к современному изданию Чарской он пишет о том, что неприятие её творчества было вызвано идеологическими причинами:
Долгие годы нам внушали по радио и телевидению, в газетах и книгах: совершать отвратительные поступки ради высокой цели не только можно, но и почётно. Оттого и не в чести были писатели, которые объясняли в своих книгах, что добро не может быть, в зависимости от обстоятельств, хорошим или плохим. Добро — это добро, а зло — это зло. Потому и были у нас запрещены книги Лидии Чарской, для которой не существовало «рабоче-крестьянской» или «дворянской» доброты, а только общечеловеческие понятия чести, доброты и сострадания.

## Произведения
Всего за свою жизнь Чарская написала более 80 книг. Однако наиболее известными из них стали:
- Записки институтки (1901)
- Княжна Джаваха (1903)
- Сирена (1907)
- Записки маленькой гимназистки (1908)
- Сибирочка (1908) — повесть
- Смелая жизнь (1905) — историко-биографическая повесть о жизни и военных подвигах Надежды Андреевны Дуровой — первой в России женщины-офицера.
- Вторая Нина (1909)
- За что? (1909) — автобиографическая повесть \ Моя жизнь. Сказка и быль.
- Лесовичка (1909)
- Джаваховское гнездо (1912)
- Щелчок (1912)
- Лара Бессонова / Под колесом старой мельницы (1912)
- Особенная (1912)
- Сестра Марина (1913)
- Волшебная сказка (1915)
- Тайна Института (1916)
- Некрасивая (1912)
- Счастливчик (1912)
- Приютки

Бо́льшая часть произведений Чарской посвящена школьной жизни (в основном её книги — о воспитанницах закрытых школ-пансионов), любви, девичьей дружбе («Записки институтки», «Белые пелеринки»). Также одна из излюбленных тем писательницы — приключения потерянных, осиротевших или похищенных детей («Лесовичка», «Сибирочка»). Ею было написано множество книг и рассказов по истории России («Смелая жизнь», «Газават», «Так велела царица»). Кроме того, писала также сказки («Дуль-Дуль, король без сердца», «Мельник Нарцисс», «Чудесная звёздочка», «Дочь Сказки», «Король с раскрашенной картинки», «Подарок феи», «Царевна Льдинка»).
После революции повести и рассказы Чарской практически не печатались.
В 1991 году издательством «Детская литература» переиздана «Сибирочка», в 1993 в издательстве «Семья и школа» вышла книга сказок «Три слезинки королевны» с оригинальными иллюстрациями Анны Данилевич, а в 1994 году появился в продаже сборник «Волшебная сказка» (изд. «Пресса»), в который вошли повести «Княжна Джаваха», «Лесовичка» и «Волшебная сказка». Сейчас книги Чарской активно переиздаются, многие повести включаются в серии типа «Детская библиотека» (изд. «ЭКСМО»), «Школьная библиотека» и прочие.
Серия книг, посвящённых Нине Джавахе, ярко иллюстрирует историю Грузии XIX века: природные условия, взаимоотношения между разными слоями населения и любовь грузин к своей родине.

### Литературно обработанное «Полное собрание сочинений» в 54 томах (2006-2016)
В 2006-2016 гг. православное издательство «Русская миссия» выпустило «Полное собрание сочинений Л. Чарской» в 54 томах, однако названия многих книг изменены («Лесовичка» превратилась в «Тайну старого леса», «Люда Влассовская» стала «Выпускницей», «Записки институтки» изданы под названием «Павловских затворниц»). Многими читателями и ценителями творчества Лидии Чарской отмечалось, что её тексты в этом издании подверглись сильному редактированию. В выходных данных имеются копирайты Владимира и Олега Зобернов, которые сопровождаются пометами «литературная обработка» и «редактор» соответственно. Сам писатель Олег Зоберн признавался, что участвовал в правке оригинальных текстов Лидии Чарской , что нашло также отражение в его рассказе «Кунцевская патриархия» (2007).

### Плагиат
После фальсификации, сделанной в 2011 году «Ленинградским издательством», по интернету разошёлся текст романа «Поход Ермака», якобы написанный Василием Яном. На самом деле под видом сочинения Яна был издан роман Лидии Чарской «Грозная дружина», выпущенный в Санкт-Петербурге в 1909 году (переиздавался в 2006 и 2008 годах в собраниях сочинений Чарской). Хотя заявленный тираж подделки «Лениздата» составлял всего 7050 экземпляров, фальсификация удалась, и на неё ссылаются как на реальное произведение Яна.

## Экранизации
- Миражи (фильм, 1916) — немая драма режиссёра Петра Чардынина. Главные роли исполнили Вера Холодная, Арсений Бибиков и Витольд Полонский.
- Российский сериал «Сибирочка» (2003) режиссёра Владимира Грамматикова. Главную роль исполнила Алла Юганова.

## Комментарии
1. ↑  Надежда Крупская в статье «О „Крокодиле“ Чуковского» (1928) в свою очередь обвинила Чуковского в пошлости; её критические замечания («буржуазность», «муть») оказались близки к тому, что сам Чуковский писал по поводу Чарской